# Центральне Сулавесі
1°00′ пд. ш. 121°00′ сх. д. / 1.000° пд. ш. 121.000° сх. д.
Центральне Сулавесі (індонез. Sulawesi Tengah, також скорочено Sulteng) — провінція в Індонезії, на острові Сулавесі. Провінція охоплює південну частину Північного півострова, північний схід Південно-Східного півострова, весь східний півострів, острова Тогіан та архіпелаг Бангай.
Площа 61 841 км². Населення — 2 635 009 осіб (2010). Адміністративний центр та єдине велике місто — Палу.

## Населення та Релігія
Переважаюча релігія — іслам (63%). Також населення сповідує протестантизм (28% — найвищий показник у країні), католицизм (4%) і місцеві традиційні вірування.
Розчленований рельєф провінції пояснює велику етнічну різноманітність та незначну густота населення. Постійна напруженість, викликана релігійною особливістю округу Посо, яка призводить до конфронтації різних груп населення острова.

## Адміністративний устрій
Провінція ділиться на 10 округ та муніципалітет Палу:
| №  | Округа          | Адміністративний центр | Площа, км²    | Населення, осіб (2010)   |
| -- | --------------- | ---------------------- | ------------- | ------------------------ |
| 1  | Острови Банггаї | Банггаї                | 3 160         | 171 685                  |
| 2  | Бангала         | Лувук                  | 3 160         | 323 872                  |
| 3  | Буол            | Буол                   | 3 507         | 132 381                  |
| 4  | Донггала        | Банава                 | 10 472        | 277 236                  |
| 5  | Моровалі        | Бунгку                 | 3 078         | 206 189                  |
| 6  | Парігі-Моутонг  | Парігі                 | 6 231         | 413 645                  |
| 7  | Посо            | Посо                   | 24 197        | 209 252                  |
| 8  | Тоджо-Уна-Уна   | АМПА                   | 5 726         | 137 880                  |
| 9  | Толі-Толі       | Толі-Толі              | 8 123         | 211 283                  |
| 10 | Сігі            | Сігі Біромару          | 5,196         | 214 700                  |
| 11 | Палу (місто)    |                        | 395           | 335 297                  |
|    | Усього          |                        | align="right" | align="right"\|2 633 420 |

## Економіка
Релігійна конфронтація та погане транспортне сполучення роблять Центральне Сулавесі економічно найвідсталішою провінцією у всій Індонезії. Основа економіки — деревообробна промисловість. У сільському господарстві розвинете вирощування какао.